# Coptopteryx gayi
Coptopteryx gayi es una especie de mantis de la familia Coptopterygidae.
Se pueden encontrar en cerros, campos abiertos, lugares de alta vegetación, etc. donde generalmente suben a los matorrales o altos pastizales para mimetizarse y a la vez, poder cazar los insectos que se posen.
Su alimentación se basa en insectos mayormente voladores como, moscas, mosquitos, abejas, entre otros insectos.
También se alimentan de insectos que se posan en las flores, aprovechando para emboscarlos.
A la edad adulta, tienen un claro dimorfismo sexual. Los machos poseen alas largas de colores cafés, con ellas pueden volar perfectamente, mientras que las hembras poseen alas muy cortas generalmente de distintos colores, con las cuales no tienen capacidad de volar.
Las ninfas o juveniles son de colores enteramente café o más claro. 
También se han registrado juveniles que desarrollan alas más tempranamente.

## Distribución geográfica
Se encuentra en Argentina, Brasil, Bolivia, Chile, Paraguay y Uruguay. En Chile se distribuye desde la Región de Tarapacá hasta la Región de La Araucanía.

## Galería

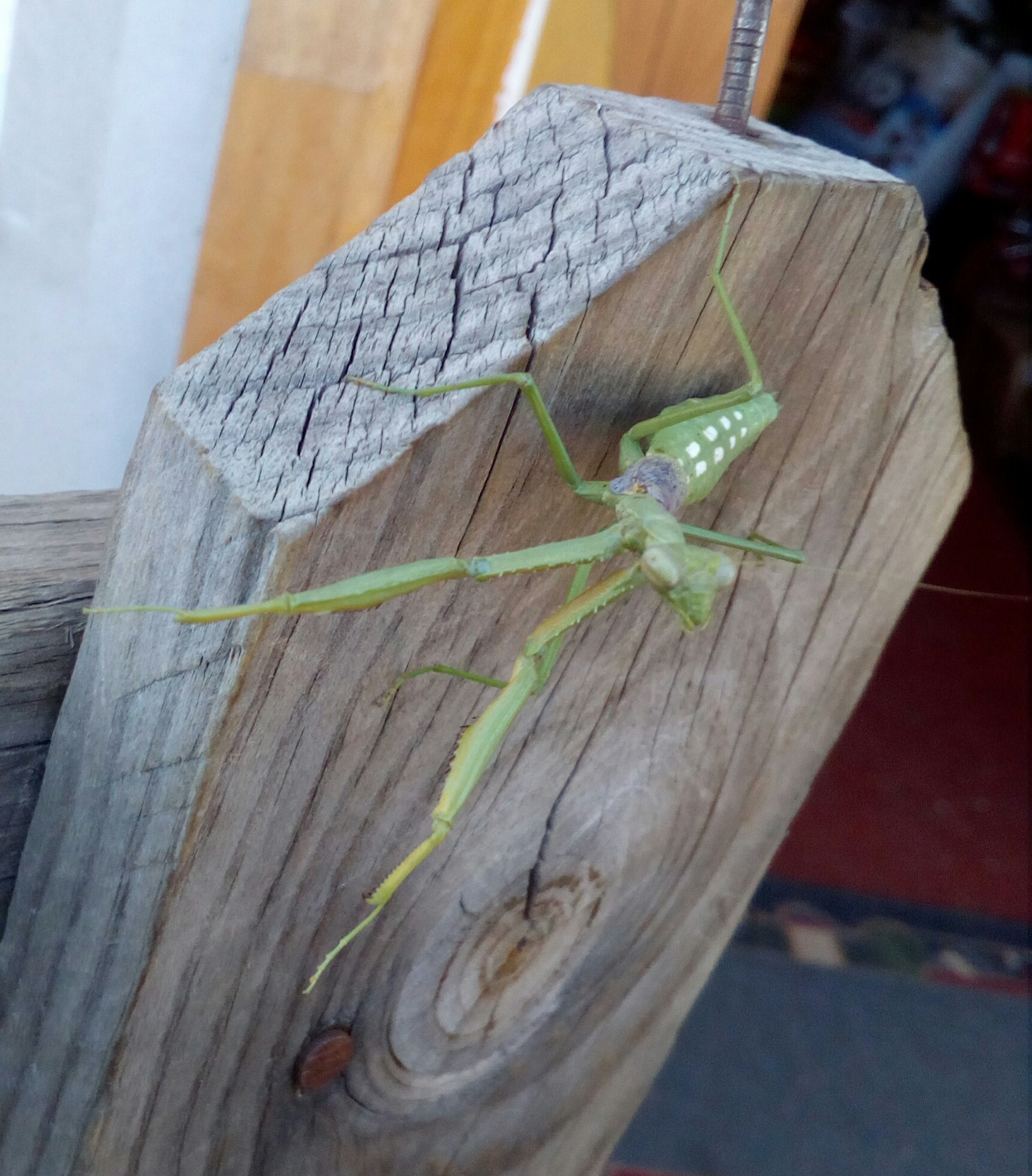
Espécimen de C. gayi en Cabrero, Biobío, Chile.
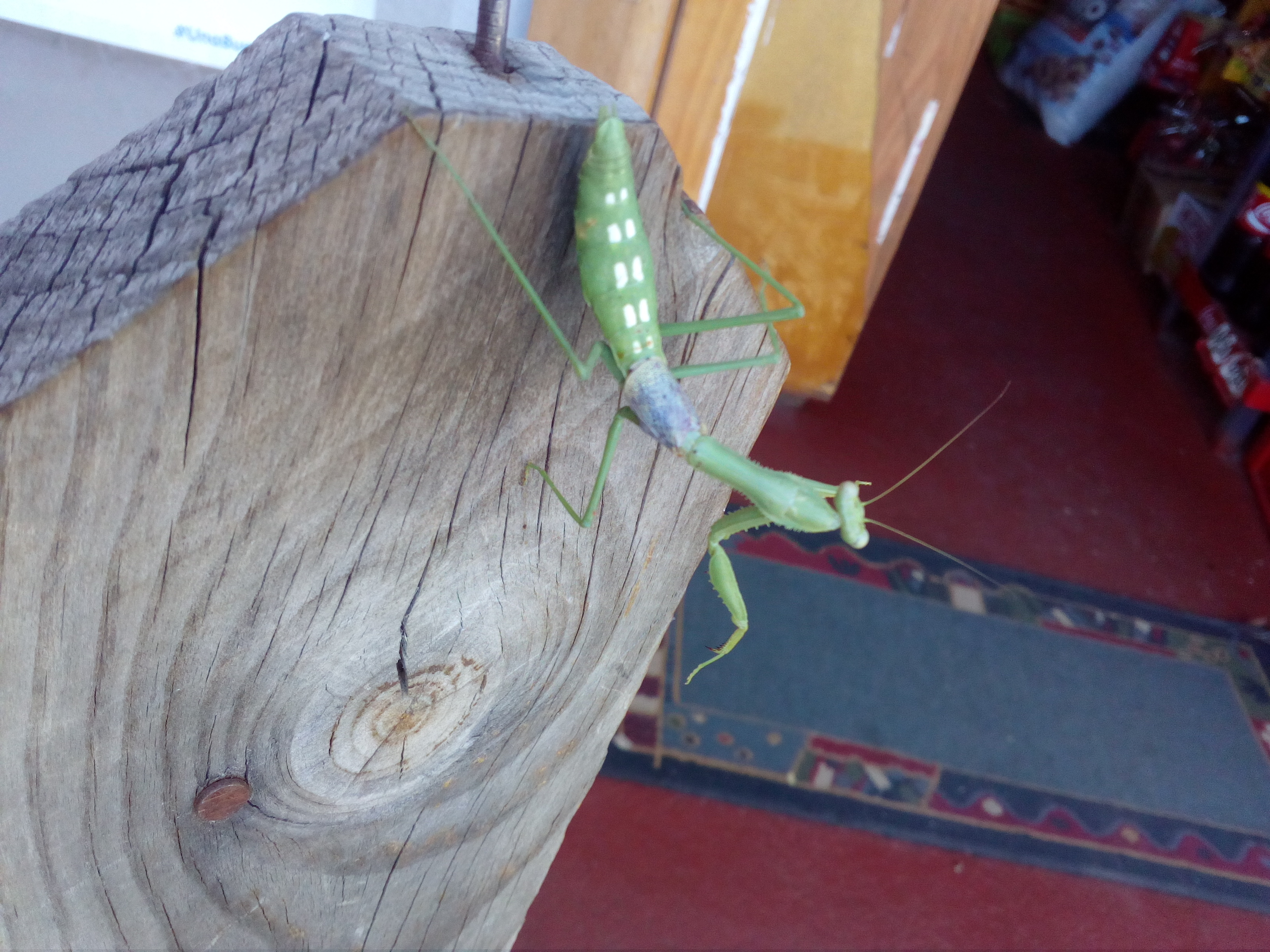
Mismo espécimen.
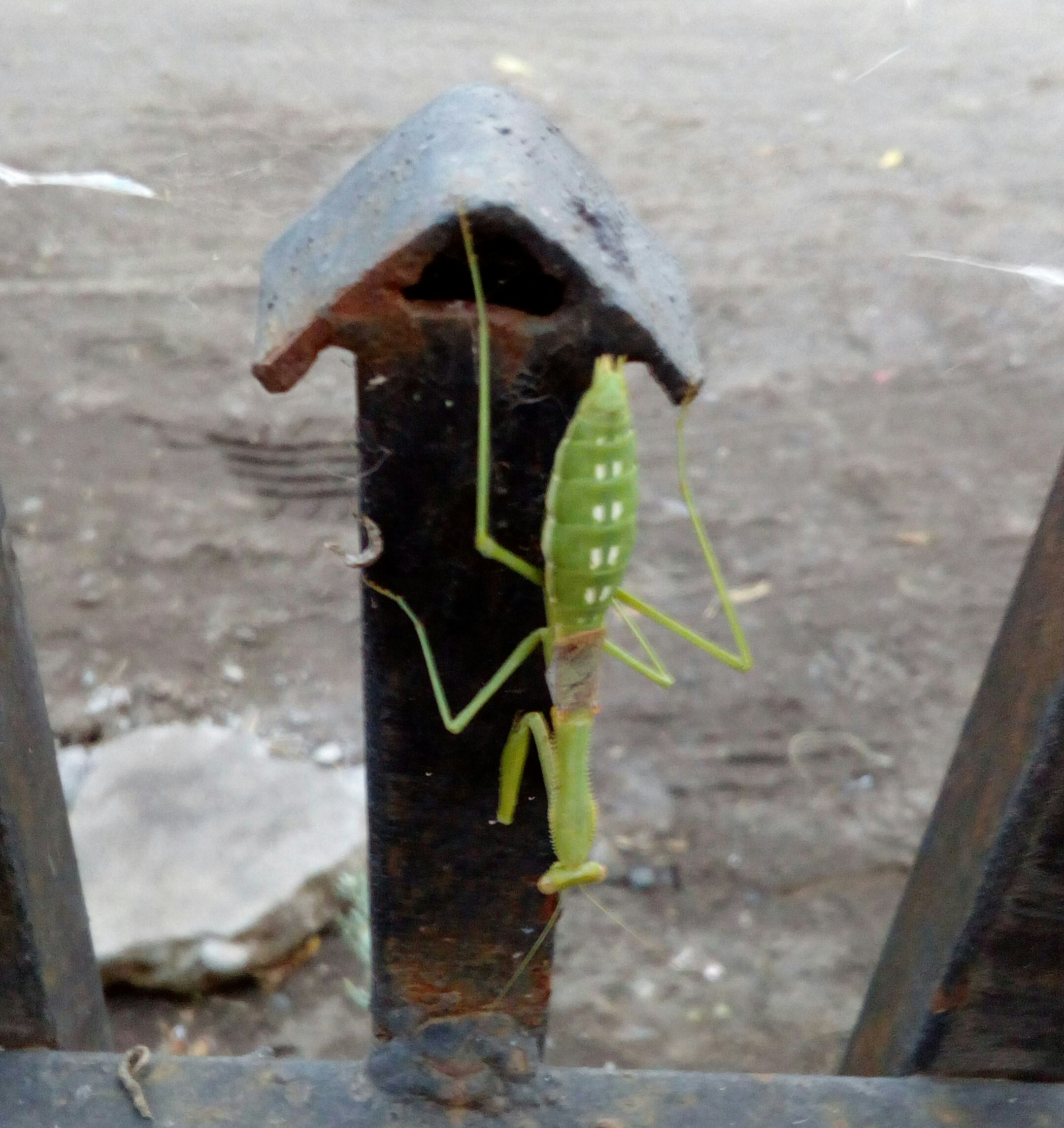
Mismo espécimen.
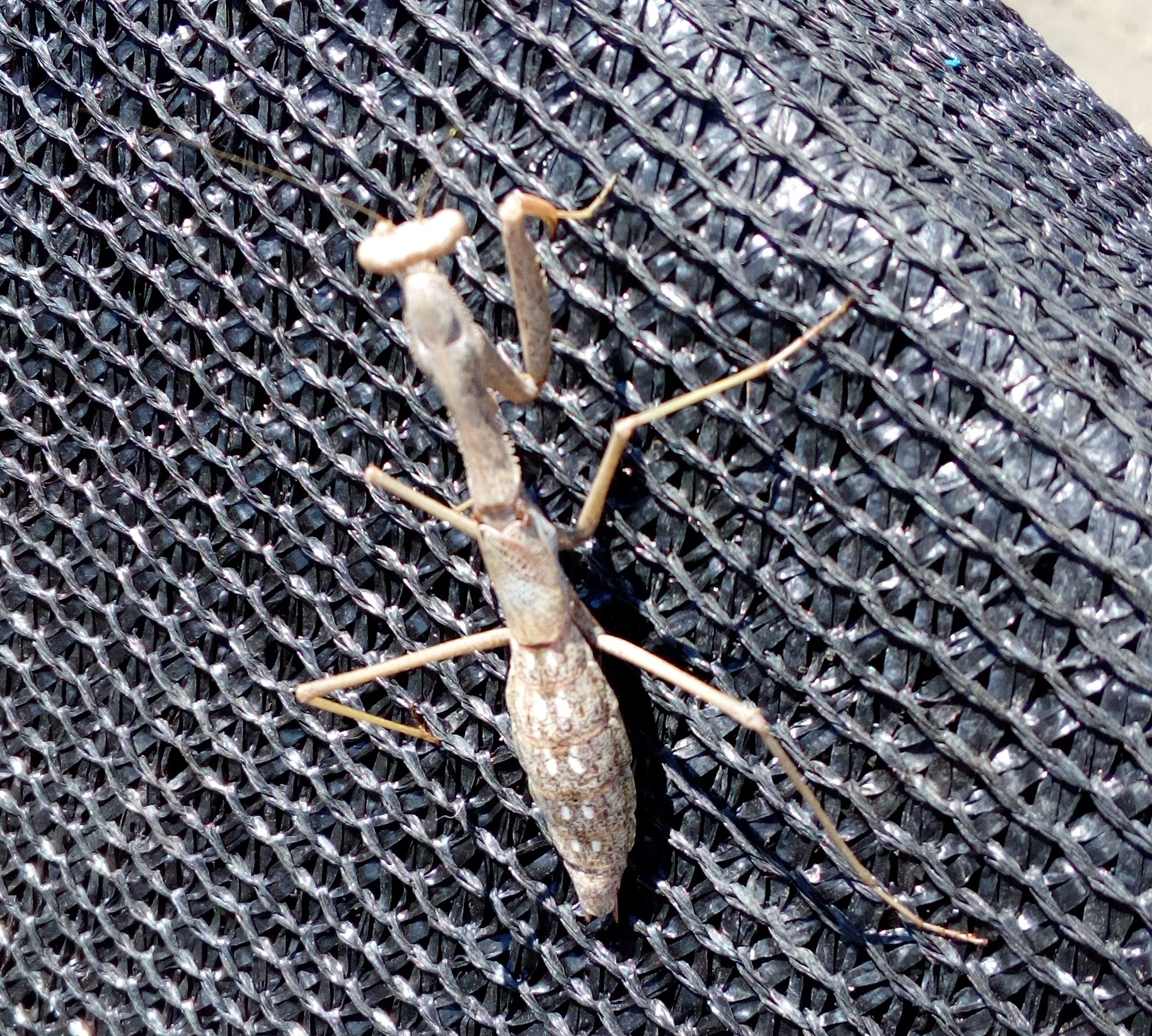
Otro espécimen, misma ubicación.
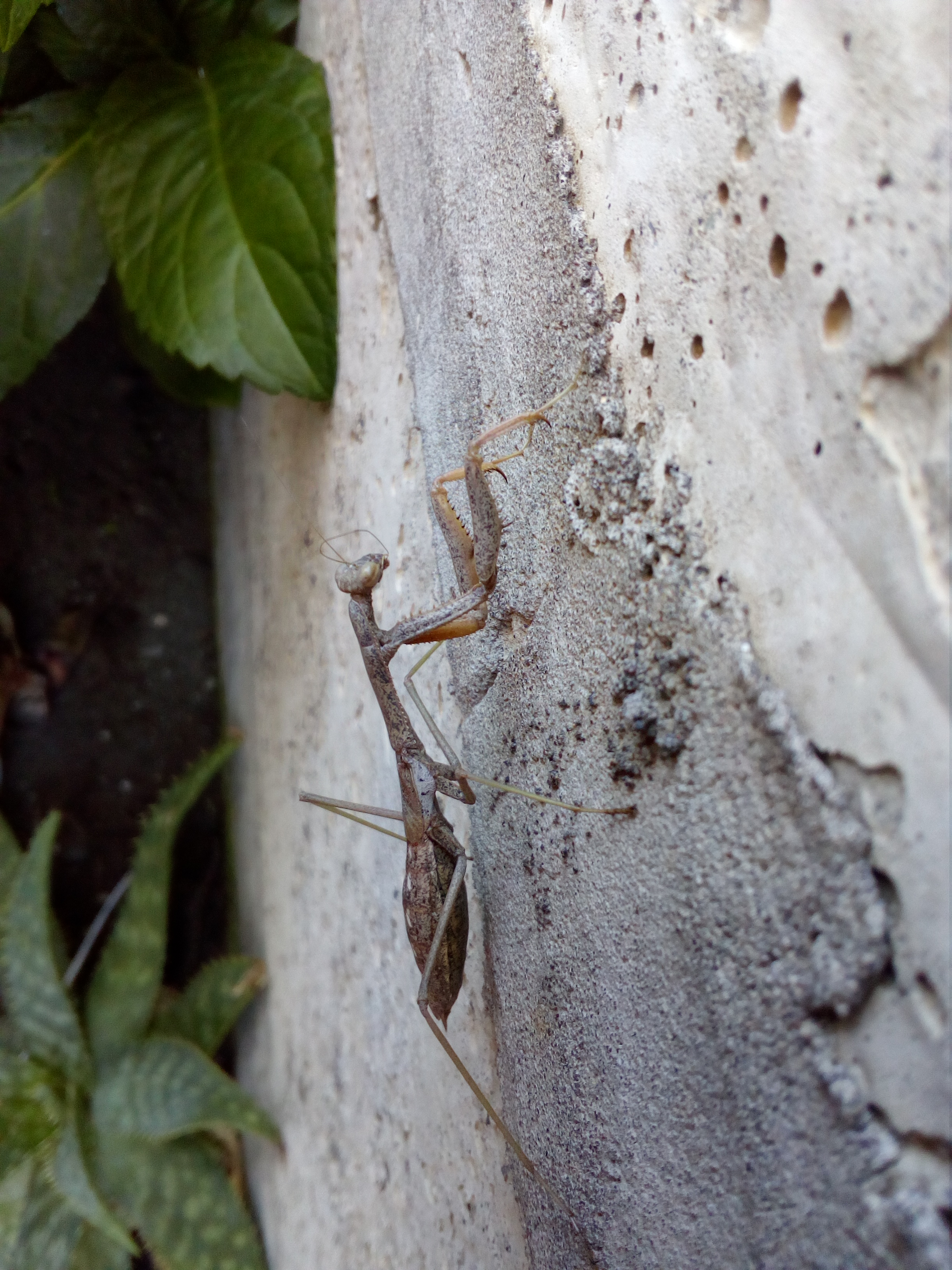
Mismo espécimen anterior.